# Mata Palacio
Mata Palacio är en ort i Dominikanska republiken.   Den ligger i provinsen Hato Mayor, i den östra delen av landet, 70 km öster om huvudstaden Santo Domingo. Mata Palacio ligger 75 meter över havet och antalet invånare är 249.
Terrängen runt Mata Palacio är platt, och sluttar söderut. Runt Mata Palacio är det ganska tätbefolkat, med 90 invånare per kvadratkilometer. Närmaste större samhälle är Hato Mayor del Rey, 10,0 km nordost om Mata Palacio. Omgivningarna runt Mata Palacio är en mosaik av jordbruksmark och naturlig växtlighet.